# 利平さんとこのおばあちゃん
『利平さんとこのおばあちゃん』（りへいさんとこのおばあちゃん）は、法月理栄による日本の漫画。全47話。

## 概要
1978年に読切で描かれた1話が第3回小学館新人コミック大賞・佳作を受賞し、翌1979年から10年間『ビッグコミック』（小学館）で連載された。主人公のモデルになったのは、法月理栄の曾祖母と母方の祖母である。

## あらすじ
山原村に住む主人公おしげばあちゃんは、夫の利平の死後に1人で荒物屋を営む。おしげさんは村人や町から来た人と交流を持ちながら、色々な事件・出来事に遭遇しつつも持ち前の明るさで対処する。本作は、そんなおしげさんの喜怒哀楽に満ちた日常を描いている。

## 登場人物
太田しげ
本作の主人公。山原村原の口で荒物屋を営んでいる。村人からは、おしげさんと呼ばれている。
太田利平
おしげさんの夫。すでに亡くなっているが、おしげさんの回想場面にしばしば登場する。
山梨梓
おしげさんの友人で芸術家。都会の喧騒に疲れて山原村に移住してきた。
留造
おしげさんの友人
キン
留造の妻
雪枝
留造の娘
きぬ
おしげさんの友人
清水夏子
きぬの孫
杉姉さん
おしげさんの友人。壮年期は村の婦人たちのまとめ役だった。
杉村ため
おしげさんの友人で機織りをしている。
杉村悦子
ための孫娘
あいちゃん
おしげさんの友人で介護の仕事と絵本を作っている。
先生
山ノ東中学校の教師

## 単行本
- 法月理栄 『利平さんとこのおばあちゃん』 小学館〈ビッグコミックス〉、全2巻
初期作品を中心に全19話を収録（ビームコミックス版にないものを含む）。
  1. 婚礼 （1985年3月発売）
  2. 結び目 （1985年5月発売）
- 法月理栄 『利平さんとこのおばあちゃん』 エンターブレイン〈ビームコミックス〉、上下巻
作者監修による傑作選。全27話を収録。
  1. 上巻 （2006年3月25日発売）
  2. 下巻 （2006年3月25日発売）
- 法月理栄 『利平さんとこのおばあちゃん』 株式会社マンバ〈マンバ〉、全３巻[3]
電子書籍版。作者監修による決定版傑作選。[4]全27話を収録。[5]
  1. 第1巻 （2021年9月20日発売）
  2. 第2巻 （2021年9月20日発売）
  3. 第3巻 （2021年9月20日発売）